# Sống chết mặc bay
Sống chết mặc bay là một tác phẩm của nhà văn Phạm Duy Tốn, được viết theo thể truyện ngắn hiện đại và đăng trên tạp chí Nam Phong số 18 tháng 12 năm 1918. Đây được xem là tác phẩm nổi tiếng nhất của ông. Tác phẩm được Bộ Giáo dục và Đào tạo Việt Nam đưa vào giảng dạy trong chương trình Ngữ văn lớp 7 ở nước này.

## Nội dung
Truyện lấy bối cảnh của nông thôn Việt Nam vào đầu thế kỷ 20. Nó được lấy bối cảnh trong một đêm khuya, một khúc đê bên sông Nhị Hà (tức sông Hồng) đang bị mưa gió làm vỡ, nhưng trong đình quan phụ mẫu vẫn ngồi chơi tổ tôm với các tên quan lại khác, không quan tâm đến đê điều.
Câu chuyện dựa trên hiện trạng xã hội Việt Nam trước Cách mạng tháng Tám.